# Ivanildo Oliveira Almeida

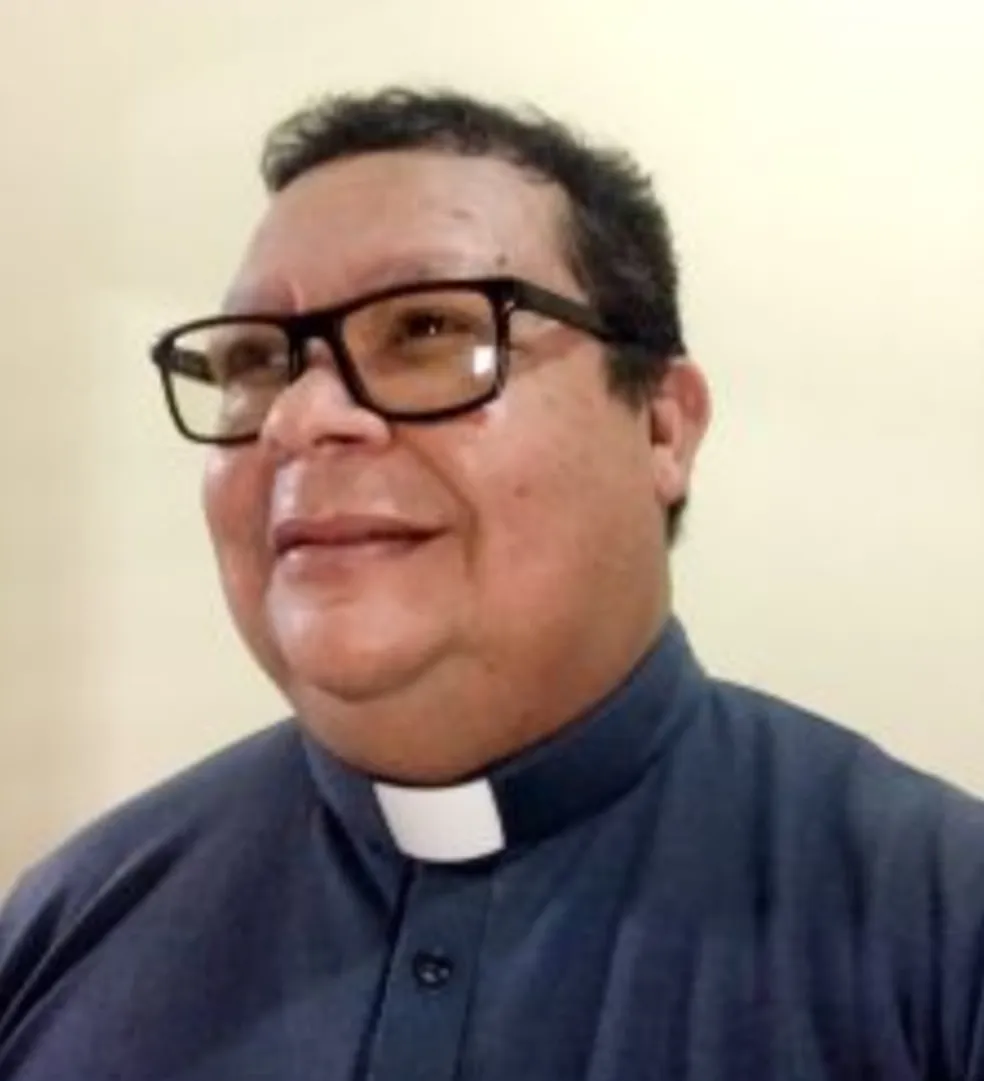
Ivanildo Oliveira Almeida (2023)

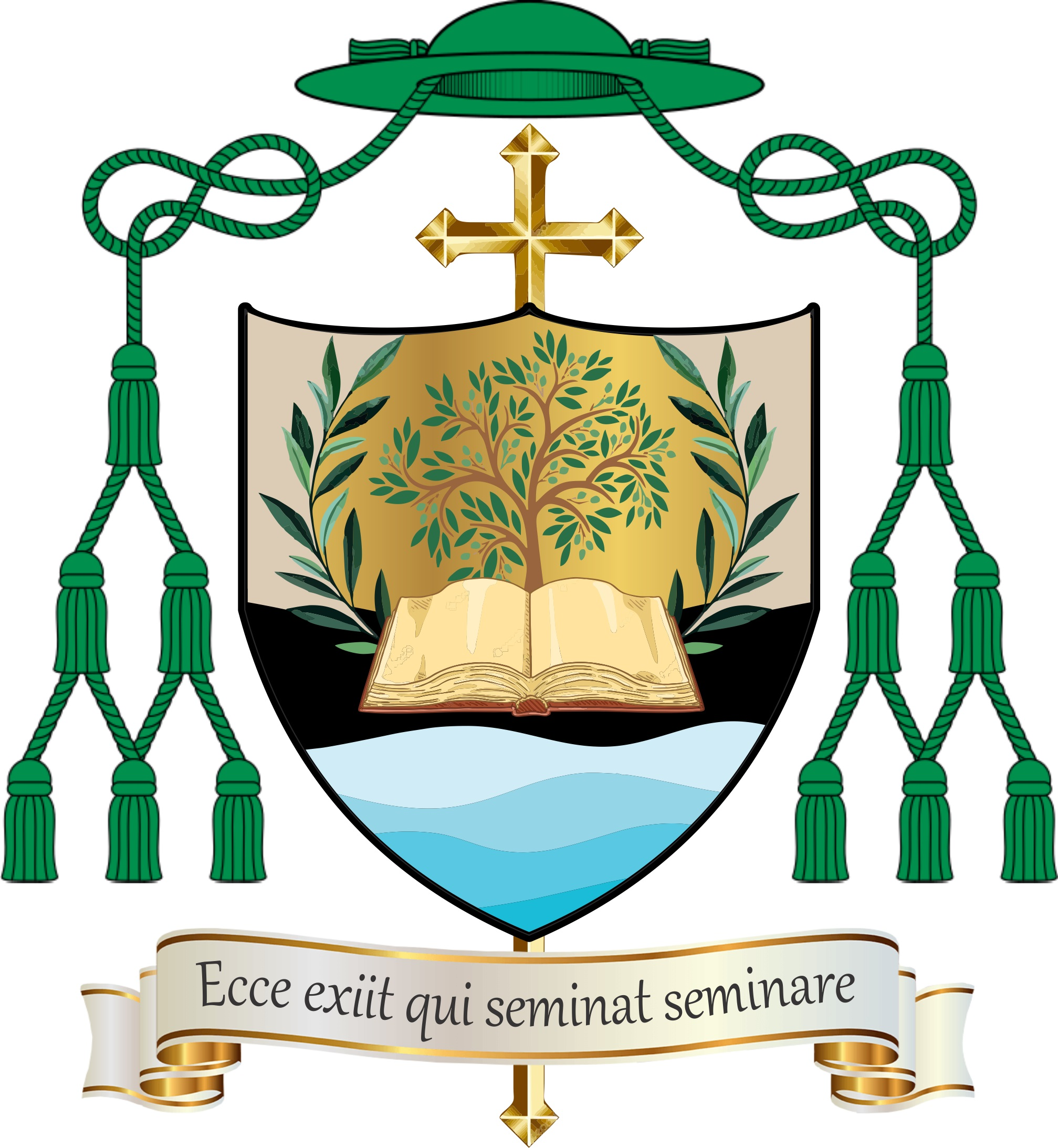
Bischofswappen von Ivanildo Oliveira Almeida

Ivanildo Oliveira Almeida (* 25. März 1972 in Arame, Maranhão) ist ein brasilianischer römisch-katholischer Geistlicher und Bischof von Cametá.

## Leben
Ivanildo Oliveira Almeida studierte am Priesterseminar Santo Antônio und am Instituto de Estudos Superiores do Maranhão (IESMA) in São Luís von 1994 bis 1997 Philosophie und von 1997 bis 2001 Katholische Theologie. Am 22. Dezember 2001 empfing er das Sakrament der Priesterweihe für das Bistum Imperatriz.
Von 2002 bis 2006 war Ivanildo Oliveira Almeida als Pfarrer der Pfarreien Nossa Senhora do Perpetuo Socorro und Santo Antônio de Pádua tätig, bevor er Pfarrer der Kathedrale Nossa Senhora da Fátima in Imperatriz wurde. 2008 wurde er für weiterführende Studien nach Rom entsandt, wo er 2011 an der Päpstlichen Lateranuniversität bei Patrick Valdrini mit der Arbeit Leigos: participação e colaboração nas decisões da igreja segundo can. 228 do código de direito canônico („Laien: Teilnahme und Mitarbeit an den Entscheidungen der Kirche gemäß can. 228 des Codex des kanonischen Rechts“) ein Lizenziat im Fach Kanonisches Recht erwarb. Anschließend wurde er Regens des Priesterseminars Bom Pastor in Imperatriz und 2012 zusätzlich Dozent für Kanonisches Recht. Ab 2013 war Ivanildo Oliveira Almeida Offizial des Kirchengerichts für die Kirchenprovinz São Luís do Maranhão. Zudem fungierte er als Generaldirektor des Instituto de Estudos Superiores do Maranhão in São Luís, an dem er darüber hinaus Kanonisches Recht lehrte.
Am 12. April 2023 ernannte ihn Papst Franziskus zum Bischof von Cametá. Der Bischof von Imperatriz, Vilson Basso SCI, spendete ihm am 17. Juni desselben Jahres in der Kathedrale Nossa Senhora da Fátima in Imperatriz die Bischofsweihe; Mitkonsekratoren waren der Erzbischof von São Luís do Maranhão, Gilberto Pastana de Oliveira, und der Bischof von Carolina, Francisco Lima Soares. Sein Wahlspruch Ecce exiit qui seminat seminare („Siehe, es ging ein Säemann aus, zu säen“) stammt aus Mt 13,3 . Die Amtseinführung erfolgte am 8. Juli 2023.